# 後巴肖芬峰

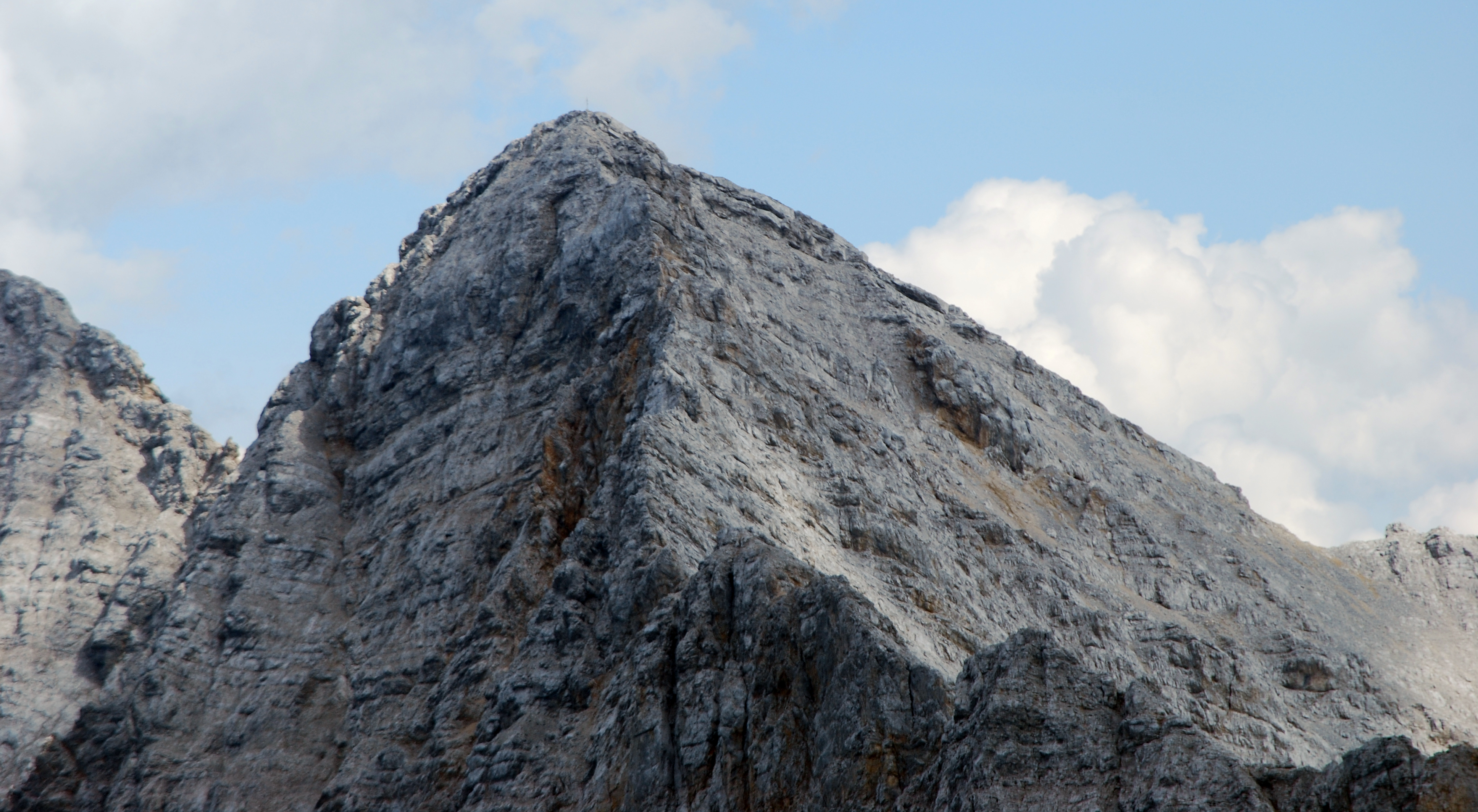

47°N 11°E / 47°N 11°E
後巴肖芬峰（德語：Hintere Bachofenspitze），是奧地利的山峰，位於該國西部，由蒂羅爾州負責管轄，處於因斯布鲁克以北，屬於卡爾文德爾山脈的一部分，海拔高度2,668米。